# 石剣 (弥生時代)

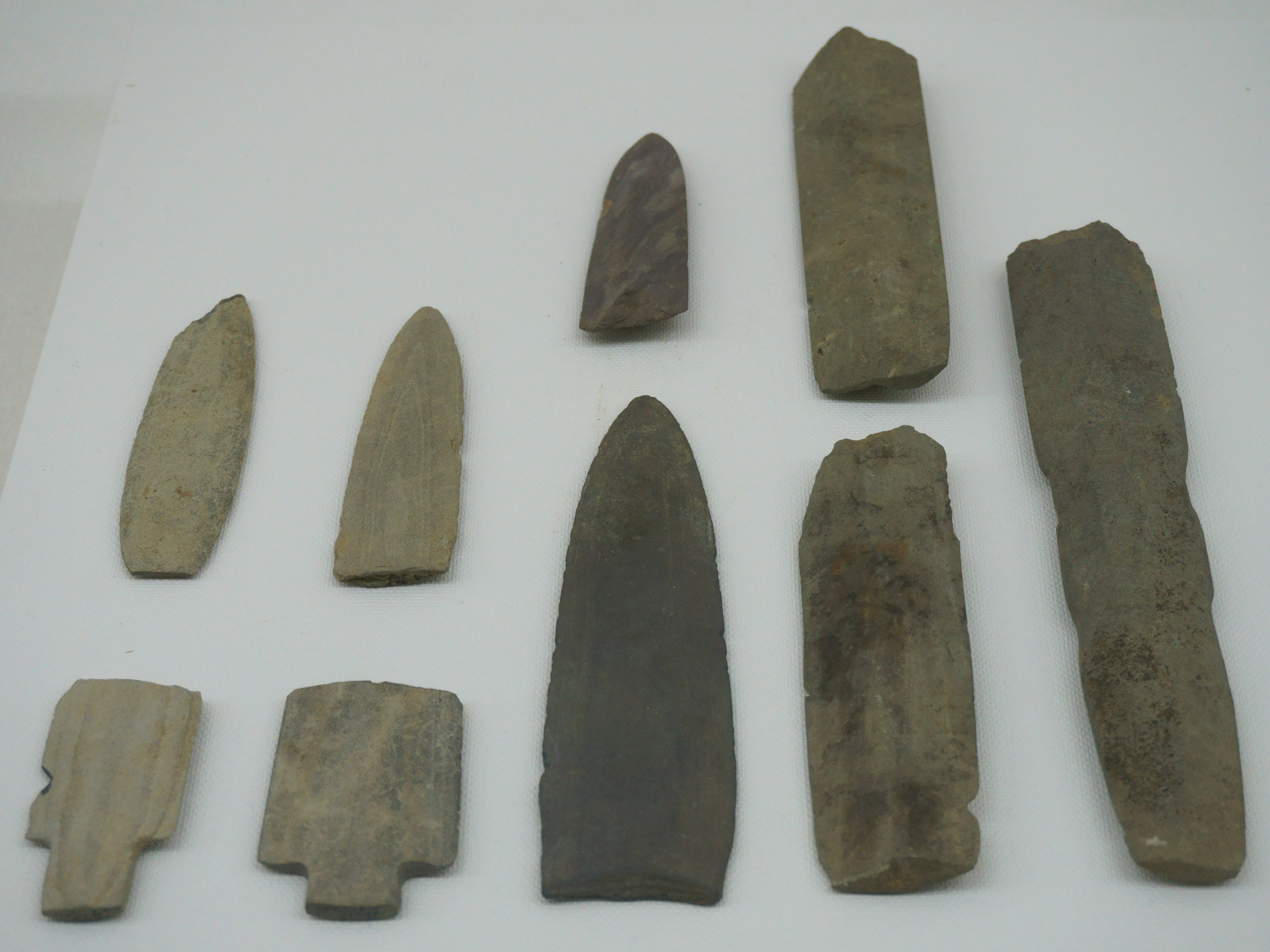
磨製石剣（佐賀県吉野ヶ里遺跡出土）

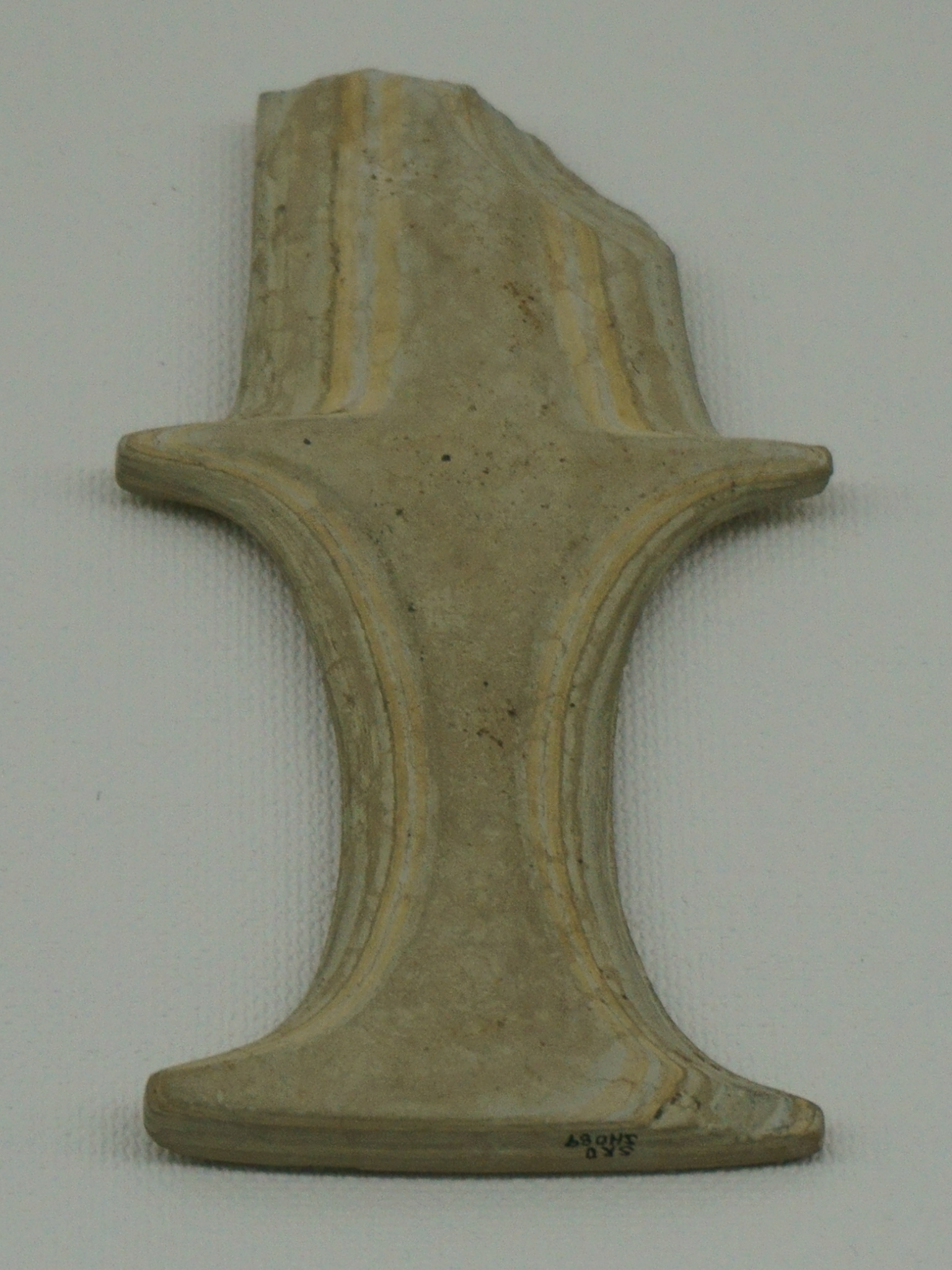
有柄式磨製石剣（吉野ヶ里遺跡出土）

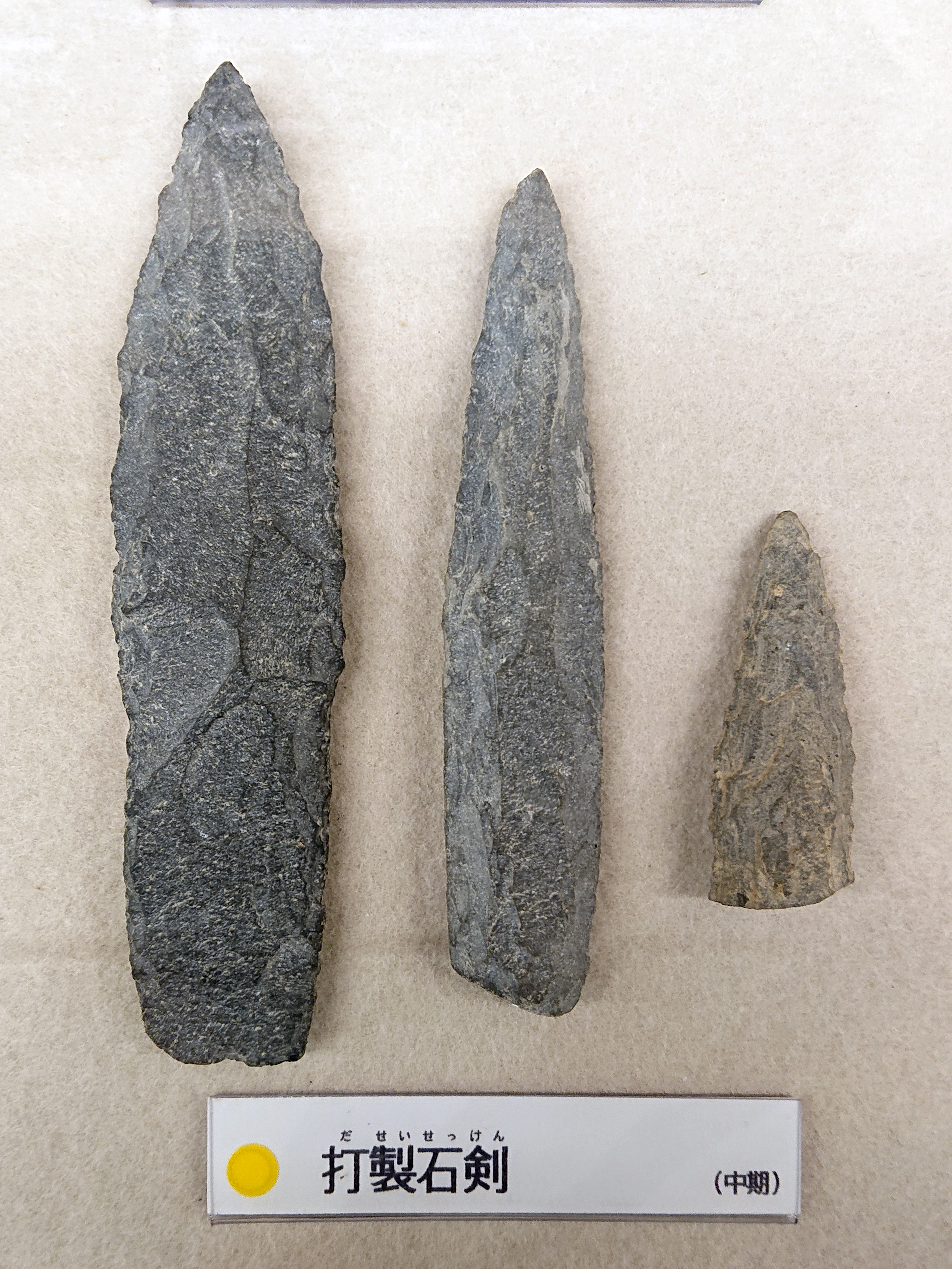
打製石剣（徳島県内出土、徳島県立埋蔵文化財総合センター所蔵）

石剣（せっけん/せきけん）とは、日本列島の弥生時代に西日本から東海地方にかけて出現した石製の武器（剣）である。縄文時代の「石剣（石刀・石剣）」とは異なる。朝鮮半島より導入された磨製石剣と、日本列島（特に瀬戸内海地方・近畿地方）で成立した打製石剣があり、列島に金属製武器（青銅製武器・鉄製武器）が本格普及する直前の時期に実戦で使用された。

## 起源
弥生時代の石剣は、これより前の縄文時代の遺物で「石刀・石剣」と呼称されているものとは系統を異にし、中国東北部の遼東半島から朝鮮半島にかけて分布する磨製石剣が、稲作文化と共に大陸系磨製石器の1つとして北部九州へ伝来してきたことが契機となり出現した。日本列島では、農耕（稲作）社会の浸透と共に、耕作用地の確保を巡って集団（集落）間での武力衝突=戦争が本格的に始まったと考えられており、石剣は、対人用鏃（やじり）として同時に伝来した磨製石鏃とセットで、日本列島における戦争の開始時期に初めて使用された武器と考えられている。

## 磨製石剣
日本列島の磨製石剣の元となった遼東半島や朝鮮半島の磨製石剣は、銅剣を祖形とし、剣身と柄を一体で製作するもの（有柄式磨製石剣）、剣身と柄との接続部分に茎（なかご）だけ造り出すもの（有茎式磨製石剣）、剣身の部分に「樋」や「血溝」と呼ばれる溝のあるもの（有樋式）とないものなど、様々な形式がある。半島南部の支石墓から発見された有柄式磨製石剣は、見事な出来栄えを示すものが多いとされ、その精細な作りから実用品ではないとされる。
これらの磨製石剣は、弥生時代初頭（紀元前5世紀）ごろ、稲作文化を持った集団の流入により磨製石鏃と共に北部九州へ持ち込まれた。北部九州の遺跡から出土する磨製石剣は、弥生時代初頭段階では朝鮮半島製の舶載品を含むと考えられており、佐賀県唐津市の菜畑遺跡で出土したホルンフェルス製石剣が最古段階のものとされる。その後、あまり時間をおかず弥生前期から中期にかけて、日本列島内でも半島製石剣や銅剣を模倣した磨製石剣の製作が開始され、分布は北部九州から瀬戸内海地方、近畿地方へと広がった。石材は粘板岩・凝灰岩などの堆積岩が用いられる。
磨製石剣の形態は「銅剣形」と「鉄剣形」に大別される。「銅剣形」は、細形・中細形銅剣を祖形とし、剣身中央に突起をもち、その左右に溝（樋）をつけた有樋式のものや、剣身と柄を一体で製作した有柄式のものを指し、「鉄剣形」は身の断面形が扁平な菱形で、樋や柄を持たないものを指す。近畿地方における分布は、北部に銅剣形、南部に鉄剣形の分布圏があったという説がある。
有柄式ではない所謂「鉄剣形」は、有柄式より遅れて出現し、木製の柄を別造りして剣身に接続した。
北部九州の弥生中期の甕棺墓からは、これら磨製石剣の切っ先部分が人骨と共に検出されることが多く、当初は「切っ先副葬」という1種の副葬品ではないかと考えられたこともあった。しかし、1975年（昭和50年）に福岡県飯塚市のスダレ遺跡で出土した甕棺墓から、椎弓板に石剣の切っ先が刺さった人骨が検出され、その後、同時代の遺跡出土の殺傷人骨事例が増加したこともあり、これら納棺遺体とともに出土する石剣の切っ先が、突き刺された際に折れて体内に残ったものであることが判明し、また石剣が石鏃と共に実戦用武器として使用されていたことを示す証拠となった。

## 打製石剣
弥生時代の打製石剣は、縄文時代以来の打製技法により石材を打ち欠いて製作されたもので、朝鮮半島系の磨製石剣を参考に製作されたと推定されている。全長が短く、かつては槍先の1種と考えられ「石槍」や「大型打製尖頭器」などとも呼ばれていたが、1975年（昭和50年）に大阪府八尾市の恩智遺跡で下方に繊維を巻き付けて柄部とした事例が出土したことから、多くは剣（短剣）であったことが判明した。
打製石剣は磨製石剣にやや遅れて西日本（瀬戸内海地方から近畿地方）で環濠集落が形成され始める紀元前3世紀ごろから出現し、最古段階のものは大阪府大阪市の山賀遺跡出土のものとされる。
瀬戸内海地方から近畿地方・東海地方にかけて広く分布しているが、瀬戸内海地方では、香川県坂出市金山産のサヌカイトで製作されたものが多く、縦に割れやすい性質を利用し薄く整形されている。また、石包丁を転用したものも見られる。
近畿地方は、打製石剣の最大の分布域であり、大阪平野から奈良盆地を中心に分布している。石材は二上山産のサヌカイトを用い、瀬戸内海地方のものより分厚い造りとなっている。30センチメートルを超える大型のものも製作された。東海地方では、愛知県清須市・名古屋市西区にまたがる朝日遺跡などで出土事例がある。これら打製石剣は、同じく打製技法により製作される打製石鏃とセットで出土し、磨製石剣・磨製石鏃のセットと同じく実用の武器と考えられている。
磨製石剣・打製石剣は、青銅製の武器、さらに鉄製の武器が流入し普及すると、次第に実戦用武器としての主流から外れ、消滅した。

## その他
- 京都府宮津市の日置遺跡からは、長さ33.9センチメートルの銅剣形石剣が耕作中に発見されている（当石剣は、現在、京都府立丹後郷土資料館の保管品）。

- 古墳時代における古墳の副葬品として、古墳時代中期の王権祭祀に関わる祭祀具とされる「石製模造品」の中にも刀子形や剣形のものがあるが、これらは「石剣（または石刀）」とは呼称されない[18]。